# Гваренто ді Арпо

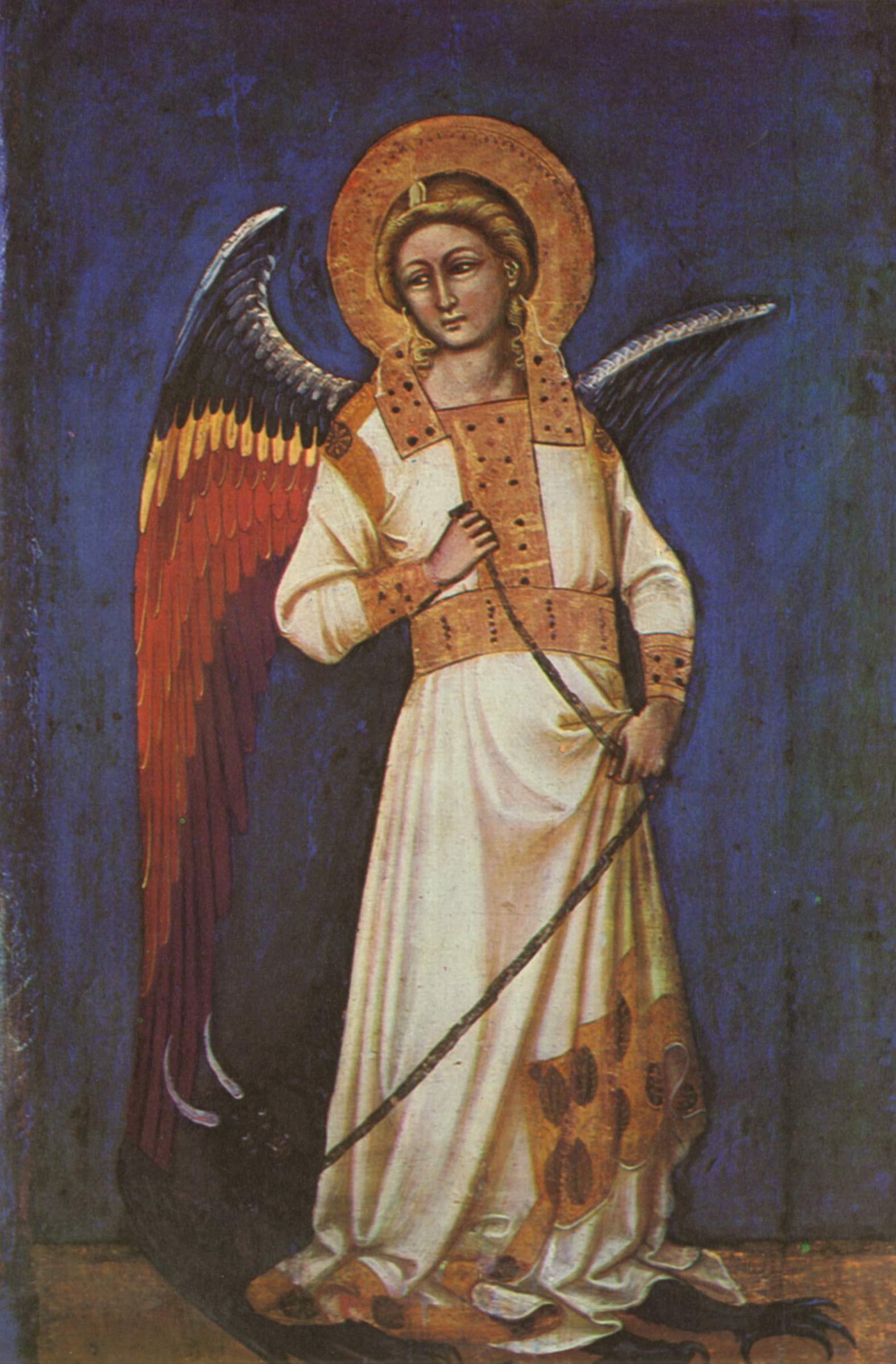
Ангел, Міські музеї Падуї

Гваренто (1310–1370), деколи неправильно іменований Гварьєро (італ. Guerriero) — перший значущий художник з Падуї (fl. 1338).

## Життєпис
Про Гваренто не залишилось письмових джерел, і події його життя відомі лише частково за датами створення полотен та фресок. З 1338 року він творив на службі у Каррарезі та намалював цикл картин ангелів для капели в резиденції ді Каррара в Падуї. Маючи високу відомість та повагу в рідному місті, він був запрошений владою Венеціанської республіки та поширював там, у мистецькому середовищі все ще під впливом візантійського мистецтва, інновації Джотто. В 1365 р. його запросили намалювати фреску «Рай» (також відома як «Коронування Богоматері») та деякі моменти війни зі Сполето в великому залі Палацу дожів в Венеції.
Крім великих фресок та вівтарних картин для церков, він також малював маленькі молитовні картини для приватного використання.

## Фреска «Рай»
Підчас правління дожа Марко Корнаро Гваренто отримав в 1365 році замовлення на гігантську фреску в Великому залі Палацу дожів в рамках його будівництва. Це було найбільше замовлення, яке сереніссіма до того часу коли-небудь замовляла у одного художника. «Коронування Богоматері», також відома як «Рай», займала всю передню сторону новозбудованого Великого залу, у якому відбувались засідання Великої Ради. При пожежах 1576 та 1577 фреска була настільки сильно пошкоджена, що вирішили її не рятувати, і Тінторетто намалював поверх неї свій Останній суд. До ХХ-го століття включно фреска вважалась втраченою, однак при реставрації Великого залу в 1903 році її фрагменти були знайдені під фрескою Тінторетто. Їх зняли зі стіни, помістили на полотно, а в 1995/96 рр. провели ґрунтовну реконструкцію. Сьогодні її можна побачити в Палаці дожів.

## Роботи
Відомі роботи:
- Фрески в церкві самітників, Падуя
- Фрески в Loggia dei Carraresi, Падуя
- Фрески в Домініканській церкві, Больцано
- Картини ангелів для капели в резиденції ді Каррара, Міські музеї Падуї
- Madonna humilitas, 1345, Музей Гетті, Лос-Анжелес
- Христос на хресті, ангели та святі. Складаний вівтар; єпархіальний музей, Мілан
- Мадонна на троні з дитиною, Інститут Курто, Лондон
- Коронування Марії, вівтарна картина, 1344, Музей Нортона Саймона, Пасадена
- Коронування Марії або Рай, 1365-67, Палац дожів, Венеція

Його роботи в Падуї значно постраждали і збереглося небагато, в тому числі фрагменти. Зокрема, в церкві самітників збереглися алегорії Планет, а на її хорах — декілька малих священних історій з вицвілими кольорами, напр. Ecce Homo; також на верхній частині стін — життя Святого Августина та ще декілька історій.
В галереї Бассано-дель-Граппа зберігається робота Розп'яття на хресті, ретельно виконана, і дещо перевершує просто традиційний метод створення, хоча в цілому Гваренто потрібно швидше відносити до тої школи мистецтва, яка передував Чімабуе, а не того, хто просунувся за ним; в Басано є ще дві роботи, які приписують до тої ж руки. Художник похований у церкві Сан Бернардіно, Падуя.

## Галерея

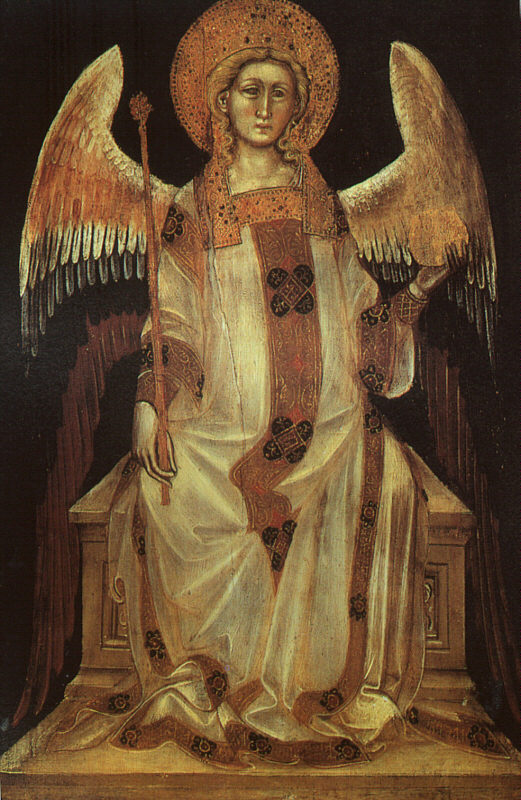
Ангел, Міські музеї Падуї.
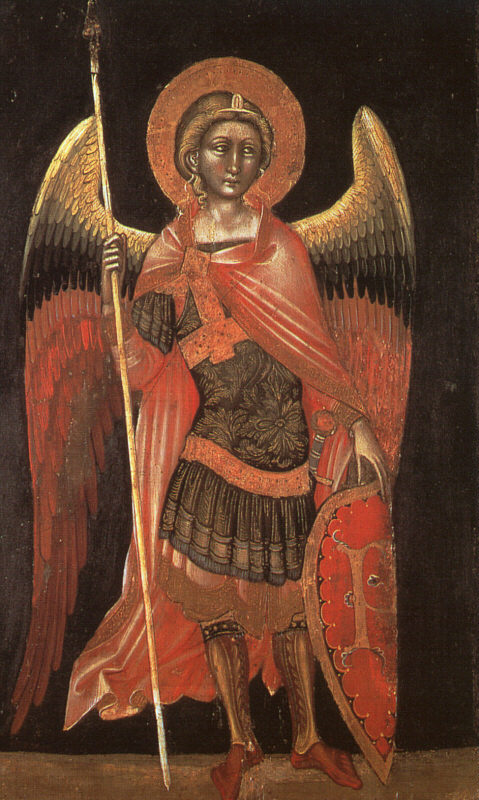
Ангел, Міські музеї Падуї.
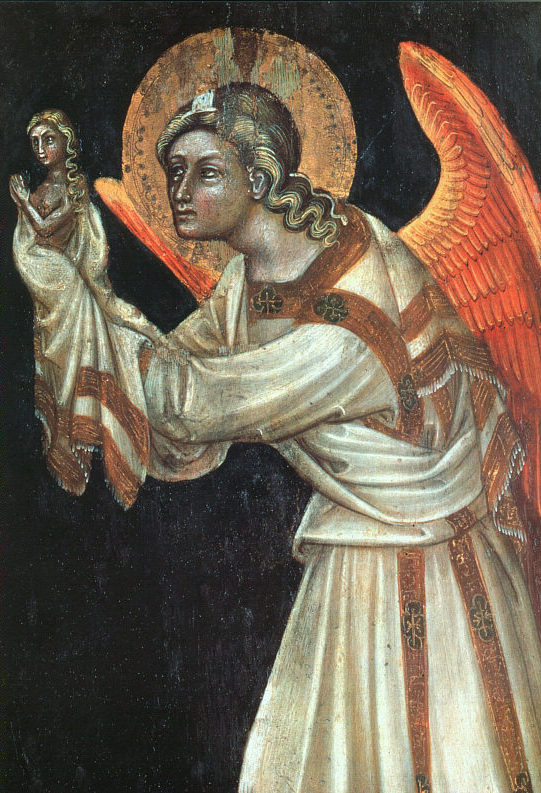
Ангел, Міські музеї Падуї.